# René Ledieu
Pour les articles homonymes, voir Ledieu.
René Ledieu, né le 29 septembre 1929 au Cateau-Cambrésis et mort en 2005, est un homme politique français.
Il a été maire du Cateau-Cambrésis de juin 1988 à mars 1989 puis de 1995 à 2001. Il fut également conseiller général du Nord de 1992 à 1998.
La salle des fêtes du Cateau-Cambrésis porte désormais son nom.